# Alloclubionoides kimi
Alloclubionoides kimi är en spindelart som först beskrevs av Paik 1974.  Alloclubionoides kimi ingår i släktet Alloclubionoides och familjen mörkerspindlar. Inga underarter finns listade i Catalogue of Life.